# Millyard Viper V10

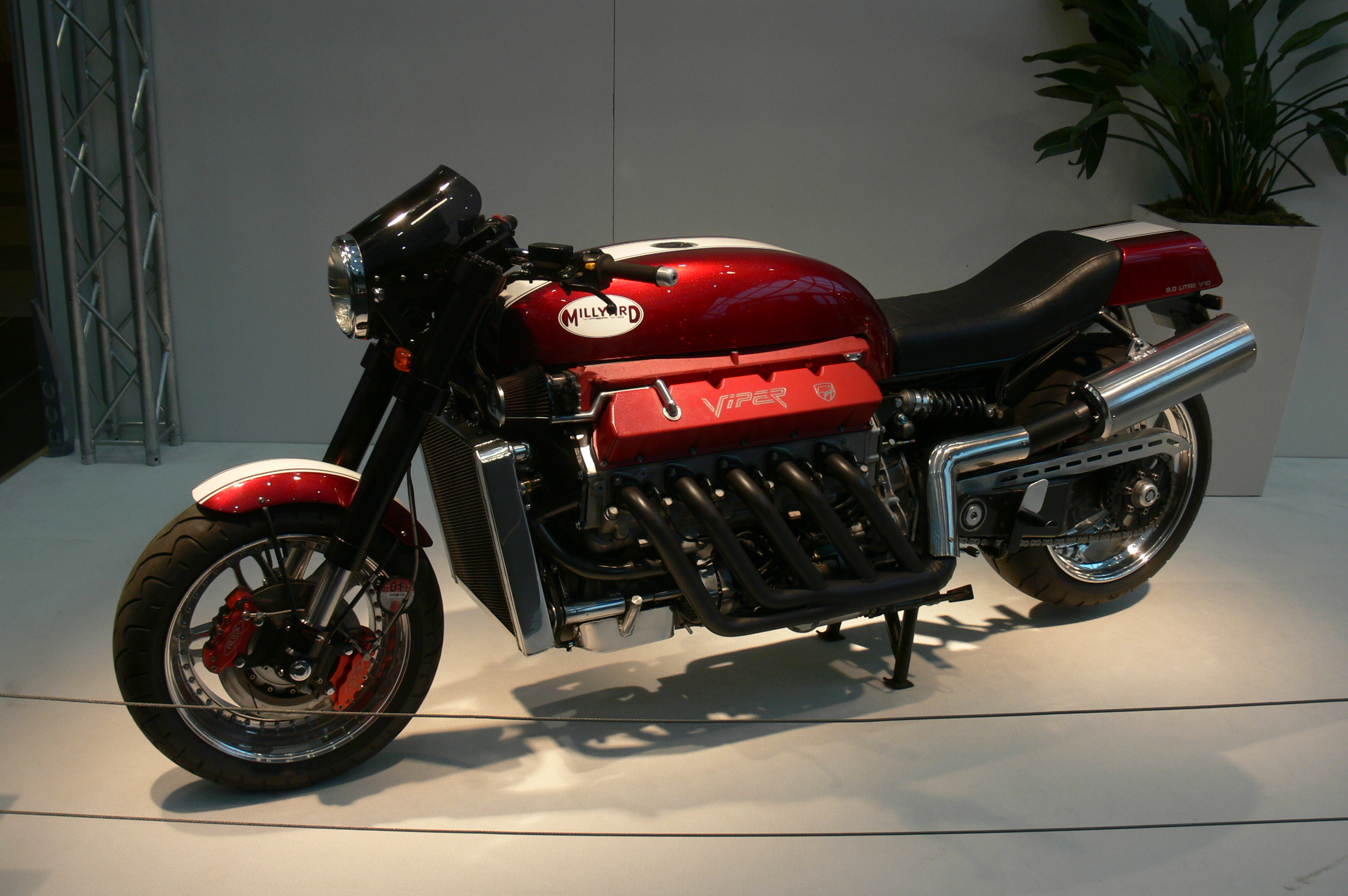

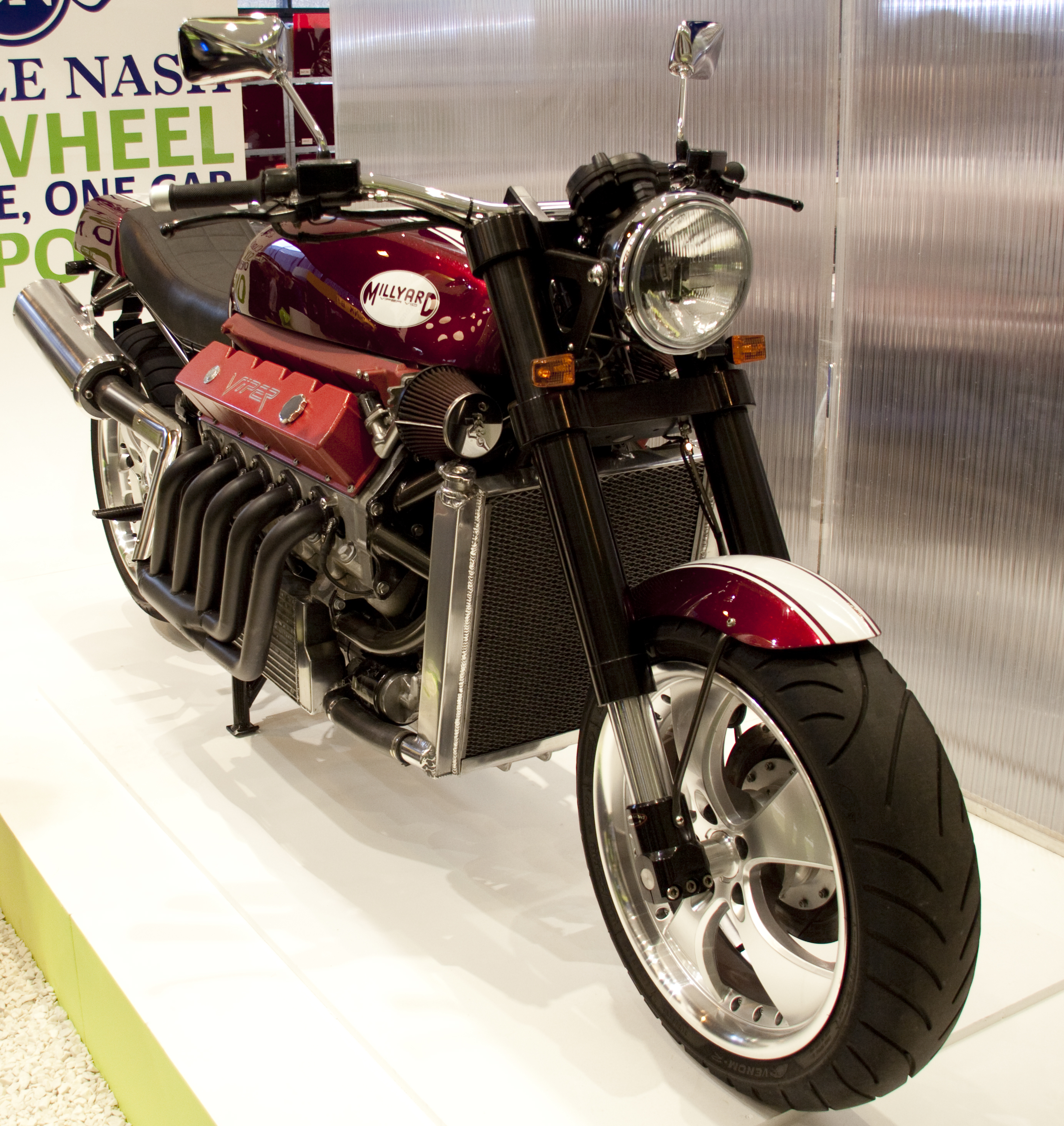

Millyard Viper V10 – motocykl zbudowany przez brytyjskiego inżyniera Allenaa Millyarda wyposażony w ośmiolitrowy benzynowy silnik V10 z Dodge Vipera produkujący moc 500 KM.
Celem Millyarda było stworzenie motocykla, który osiągnie prędkość maksymalną 400 km/h. Początkowe testy pokazały, że motocykl przekroczył 320 km/h.
Na torze w Bruntingthorpe Proving Ground osiągnięto prędkość 331 km/h.